# Czarownica

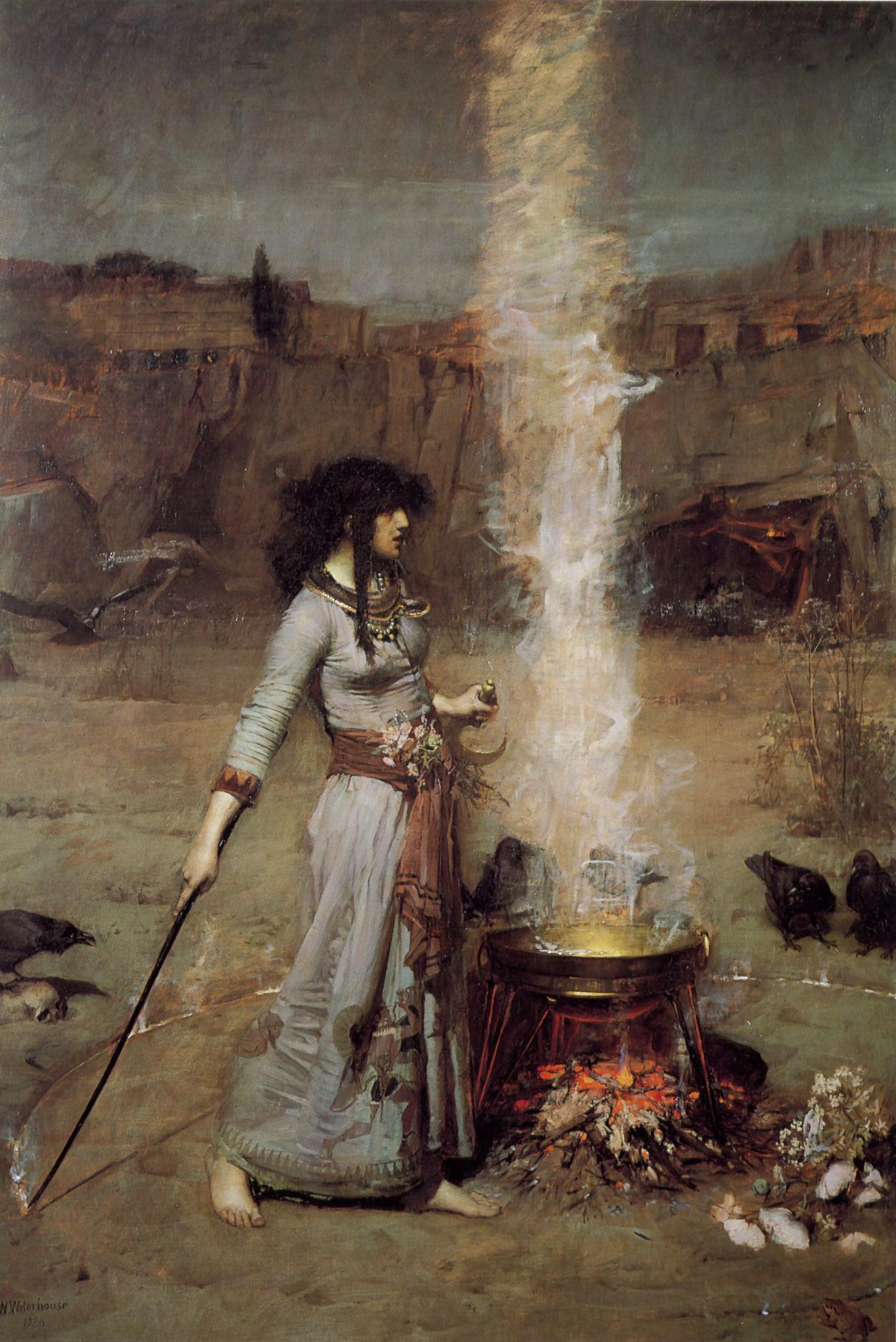
John William Waterhouse – Magic Circle (1886)

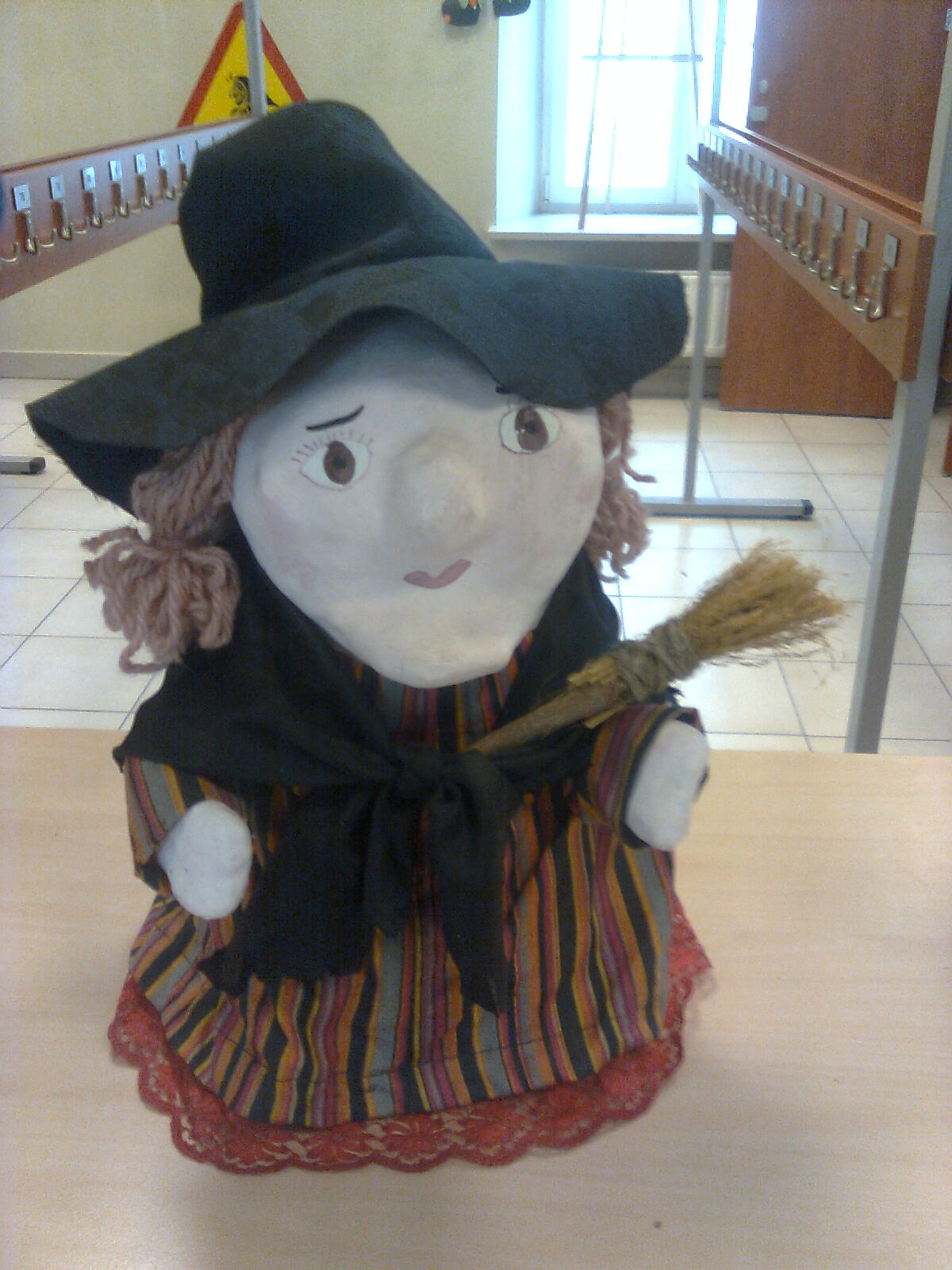
Ludowa figurka w Muzeum Zabawek i Zabawy w Kielcach

Czarownica – osoba, zwł. kobieta, zajmująca się czarną magią, kojarzona z siłami nieczystymi – często z szatanem. W folklorze pojawiają się także dobre czarownice, które zajmują się białą magią.
W późnym średniowieczu, jak i wczesnej nowożytności elity intelektualne Europy zachodniej (teologowie, prawnicy) opracowały zbiorczą koncepcję czarów, która zakładała, że czarownice czerpią swoją moc dzięki zawarciu paktu z szatanem, co umożliwia im szkodzenie innym ludziom. Czarownice miały uczestniczyć także w sabatach, gdzie miały oddawać się między innymi kopulacji z demonami oraz kanibalizmowi.
W kulturze tradycyjnej wierzono, że czarownice mogą stosować szkodliwą magię, ale koncepcję łączącą je z satanizmem przyjmowano nieufnie.
Pojęcie „czarostwo” pojawiło się dopiero pod koniec średniowiecza, a skutecznym instrumentem, za sprawą którego wiara w czarostwo i czarownice się rozprzestrzeniła, szczególnie wśród prostego ludu, były kazania. Młot na czarownice upowszechnił wśród elity duchowej i świeckiej pojęcie czarostwa i stereotyp czarownicy – kobiety. Wcześniejsza literatura rzadko wskazywała na kobiety jako szczególnie skłonne do czarów, dopiero ta książka i późniejsze prace uczyniły z tego reguły.
Obecnie wyznawcy religii Wicca uważają się za kontynuację starożytnych kultów czarownic. 

## Składowe wczesnonowożytnej koncepcji czarownicy
W późnym średniowieczu i nowożytności ukształtowała się koncepcja czarownicy, na którą składały się dwa główne elementy. Pierwszym z nich było praktykowanie magii szkodzącej innym ludziom, co po łacinie określano jako maleficia. Zaliczało się do nich między innymi niszczenie plonów czy wywoływanie impotencji za pomocą nadprzyrodzonych środków. Wierzono też w możliwość dokonania zabójstwa w taki sposób.
Drugą składową wykorzystywaną przy tworzeniu obrazu czarownicy był satanizm, czyli opinia, że czarownica zawdzięczała swoją niszczycielską moc Diabłu, z którym zawarła pakt. Koncepcję, że człowiek jest w stanie paktować z Diabłem sugerowały pisma św. Augustyna. W średniowieczu jednak o tę praktykę oskarżano głównie ludzi, którzy dysponowali pewnym wykształceniem. Zarzucano im herezję, gdyż uznano, że taka praktyka wiąże się z przypisaniem demonom cech Boga. Później zaczęto uważać, że także nieuczona magia stosowana przez ludzi niewykształconych wymaga paktu z demonem, co sprawiło, że za czarownice mogły być uznane ubogie kobiety.
Innym elementem zbiorczej koncepcji czarów powiązanej z satanizmem, była wiara w to, że czarownice grupowo uczestniczą w obrzędach zwanych sabatami, podczas których oddawały boską cześć demonom. Podczas sabatów czarownice miały tańczyć nago, zjadać dzieci, a także oddawać się stosunkom seksualnym z Diabłem, jak i między sobą. Stosunki mogły mieć zarówno charakter zarówno heteroseksualny, jak i homoseksualny, gdyż o czarostwo i satanizm mogli być posądzani także mężczyźni. Wierzono także, że podczas sabatów odmawiano wyznanie wiary od końca, przy czym celebrans miał stać na głowie. Na sabacie także rzekomo poświęcano hostię zrobioną z rzepy czy podrobów.
Koncepcja sabatu mogła zostać zaczerpnięta ze średniowiecznej literatury antyheretyckiej, gdzie zbliżone zarzuty stawiano katarom czy waldensom.
Wierzono także, że czarownice potrafią latać. Dzięki temu można było wyjaśnić w jaki sposób czarownice są w stanie szybko dotrzeć na sabat w taki sposób, że ich nieobecność pozostanie niezauważona. Koncepcja lotu czarownic wywodzi się z wierzeń ludowych. W starożytności wierzono, że kobiety mogą przemieniać się nocą w latające strzygi, które zjadają noworodki. Niezależnie uważano także, że kobiety mogą wędrować w towarzystwie bogini Diany. We wczesnym średniowieczu Kościół katolicki potępił wiarę w realność takich podróży i uznał je za iluzję wywoływaną przez Diabła, co znalazło wyraz w Canon Episcopi. W późnym średniowieczu intelektualiści zaczęli uważać loty za realne fakty. Przyczyna zmiany podejścia nie jest w pełni wyjaśniona, wydaje się, że szatanowi zaczęto przypisywać większą moc, w tym możliwość przenoszenia ludzi drogą powietrzną. Tradycja sceptyczna nie została jednak całkowicie porzucona, nawet autorzy Młota na czarownice uważali, że podróż zarówno może być iluzją, jak i wydarzyć się w rzeczywistości. 
Czarownice na sabat mogły udawać się na rozwidlonych kijach lub widłach. Czasami opisywano je jako dosiadające zwierząt. Przedstawiano także opinie, że mogą latać bez środków pomocniczych. Sądzono także, że stosowały magiczne maści ułatwiające lot

## Struktury demograficzna grupy oskarżonych o czary w procesach wczesnonowożytnych
Ustalenie kontekstu społecznego wczesnonowożytnych polowań na czarownice jest trudne, gdyż zachowane protokoły rzadko zawierają informacje dotyczące wieku czy stanu cywilnego. Z tego powodu historycy zmuszeni są bazować ograniczonej liczbie źródeł. 
Najlepiej udokumentowano płeć oskarżonych. W większości europejskich regionów większość sądzonych stanowiły kobiety. Ich odsetek zazwyczaj przekraczał 75%. Istnieją jednak tereny, jak Normandia, Rosja, Estonia, Islandia, gdzie wśród oskarżonych przeważali mężczyźni. 
Przewaga kobiet pośród sądzonych o czary może wynikać z tego, że pełnione przez nie zawody wiązano z ułatwionym dostępem do środków potrzebnych do uprawiania magii. Pełniły one rolę kucharek, akuszerek czy uzdrowicielek, co sprawiało, że miały dostęp do różnych ziół, które mogły być wykorzystywane do przygotowywania magicznych naparów. Uważano także, że kobieta będzie chętniej korzystać z różnych form magii, gdyż jest słabsza fizycznie i nie dysponuje władzą polityczną, zatem zmuszana jest uciekać się do nadzwyczajnych środków. Demonolodzy także uważali, że kobiety są moralnie słabsze i nienasycone seksualnie, co sprawia, że kobiety chętniej paktują z szatanem. Wpływu literatury demonologicznej na procesy czarownic nie należy jednak przeceniać.
Mężczyzn sądzono częściej na terenach, gdzie prężnie działały ruchy heretyckie np. waldensi. Mężczyźni w tych ruchach byli aktywni i z tego powody mogli być łatwiej podejrzewani o nową herezję czarostwa. W tego typu procesach sędziów bardziej interesował aspekt satanistyczny.
Mężczyźni mogli być także oskarżeni o czary, ponieważ próbowali wykorzystywać magię do osiągnięcia korzyści politycznych. W niektórych regionach mężczyźni często oddawali się tradycyjnej magii ludowej. Mogło wpłynąć to na częstsze oskarżenia.
Także w ostatniej fazie danego polowania na czarownice mogło dojść do tego, że torturowane osobo jako wspólników, zaczną podawać ludzi, którzy nie spełniali tradycyjnego stereotypu czarownicy
Płeć osób oskarżonych o czary
| Kraj lub region           | Okres     | Liczba mężczyzn | Liczba kobiet | % kobiet |
| ------------------------- | --------- | --------------- | ------------- | -------- |
| Święte Cesarstwo Rzymskie | 1530-1730 | 4575            | 19050         | 76       |
| Franche-Comte             | 1559-1667 | 49              | 153           | 76       |
| Luksemburg                | 1519-1623 | 130             | 417           | 76       |
| Normandia                 | 1564-1660 | 278             | 103           | 27       |
| Kastylia                  | 1600-1650 | 132             | 324           | 71       |
| Finlandia                 | 1520-1699 | 316             | 325           | 51       |
| Rosja                     | 1622-1700 | 93              | 43            | 32       |

Wiek czarownic zazwyczaj przekraczał 50 lat. Należy jednak pamiętać, że historycy bazują na niekompletnej bazie źródłowej, więc powinno się ostrożnie podchodzić do tych danych. Oskarżone o czarostwo mogły zostać także dzieci. 
Kobiety mogły być podejrzewane o bycie czarownice przez wiele lat przed oficjalnym oskarżeniem, gdyż jej wspólnota wiejska początkowo szukała z nią pojednania, a na ścieżkę prawną wchodziła w ostateczności. Uważano też, że stare kobiety mogą zazdrościć młodym płodności, co miało wpływ na chęć posługiwania się magią. Lyndal Roper uważa, że koniec okresu płodności sprawiał, że starsze kobiety były często oskarżane o czary. Starsi ludzie mogli także często wykazywać się aspołecznymi zachowaniami, co także skłaniało daną wspólnotę do oskarżeń. Starsze kobiety były słabsze fizycznie, przez co magia mogła być ich jedynym środkiem obrony. Sądzono także, że kobieta w starszym wieku chętnie nawiązują pakt z szatanem w celu zaspokojenia seksualnego.
Młode kobiety były częściej sądzone za uprawianie magii miłosnej. Zdarzały się także egzekucje na dzieciach i młodzieży. W Würzburgu w latach 1627–1629 ze 160 straconych 25% stanowiły dzieci. Także dzieci czarownicy mogły być podejrzewane, gdyż wierzono, że rodzice są w stanie przekazywać umiejętności magiczne. Dzieci mogły być także źródłem oskarżeń.
Stosunek niezamężnych czarownic (panien i wdów) do wszystkich oskarżonych o czary był znaczny. Kobieta niepodporządkowana mężowi mogła wzbudzać niepokój wśród lokalnej społeczności. Mężatki mogły zostać oskarżone o czary w wyniku konfliktu rodzinnego lub w sytuacji, gdy dochodziło do konfliktów na tle majątkowym
Większość czarownic wywodziła się z uboższych warstw społeczeństwa, mogły być nawet żebraczkami. Miało to powodować, że często były posądzane o pakty z szatanem w zamian za korzyści materialne. Istnieje przypuszczenie, że ubogie osoby uciekały się do handlu magicznymi środkami leczniczymi. Oskarżenia mogły być także spowodowane tym, że lokalna wspólnota w wyniku pogorszenia sytuacji materialnej stawała się mniej skłonna do działalności dobroczynnej i z tego powodu przerzucała swoją winę na ubogich przez oskarżanie ich o uprawianie magii. 
Bogatsze osoby także mogły stać się ofiarami polowań, szczególnie w późnej fazie procesów, gdy często oskarżano osoby niespełniające stereotypu czarownicy. Także zamożniejsi ludzie mogli zostać oskarżeni z powodów politycznych. Chęć zagarnięcia cudzego majątku także mógł przyczyniać się do oskarżeń.
Przeważająca większość czarownic wywodziła się z terenów wiejskich. Należy jednak wziąć pod uwagę fakt, że w miastach zamieszkiwała zdecydowana mniejszość społeczeństwa. Procentowy udział polowań urządzanych w miast mógł przewyższać odsetek mieszkańców miast w stosunku do całego społeczeństwa. Jedną z charakterystycznych form miejskich procesów o czary był proces roznosicieli zarazy morowej. W miastach przeważały także oskarżenia o magiczne wywoływanie zbiorowego opętania

## Procesy o czary
W kulturze chrześcijańskiej, czarownika – wiedźmę uważano za osobę złą i znienawidzoną, toteż często o czary lub o przynależność do wiedźm oskarżano nieprzyjaciół, rywali, nielubianych krewnych i powinowatych, ludzi niewygodnych.